# Konversationsstycke

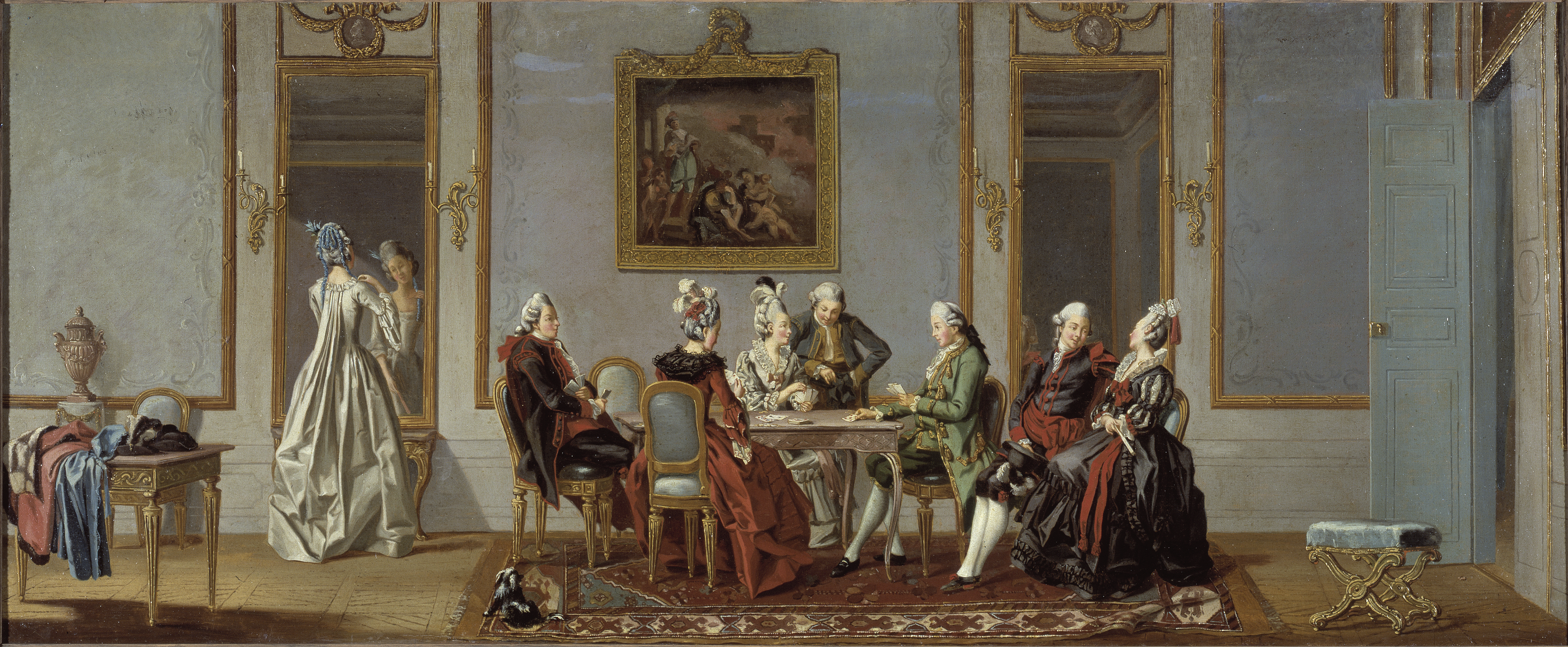
Gustaviansk interiör med kortspelande sällskap (1779) av Pehr Hilleström är ett exempel på ett konversationsstycke.

Ett konversationsstycke är en typ av genremålning som återger någon scen ur de högre samhällsklassernas sällskapsliv. De avbildade kunde ofta vara familjemedlemmar med nära vänner, som framställdes i vardagliga scener där de samtalar, musicerar, spelar kort eller liknande.